# Just Can't Get Enough
Just Can't Get Enough är en låt skriven av Vince Clarke och framförd av Depeche Mode. Den finns på gruppens debutalbum Speak & Spell och släpptes som singel den 7 september 1981. Den nådde 8:e plats på brittiska singellistan, 14:e plats på Sverigetopplistan och 26:e plats på Billboards Hot Dance Club Play-lista i USA.
Låten är inspirerad av Spandau Ballets hitlåt To Cut a Long Story Short.

## Låtförteckning
Singel
1. "Just Can't Get Enough" – 3:41
2. "Any Second Now" – 3:06

Maxisingel
1. "Just Can't Get Enough (Schizo Mix)" – 6:43
2. "Any Second Now (Altered)" – 5:41

CD-singel
1. "Just Can't Get Enough" – 3:45
2. "Any Second Now" – 3:09
3. "Just Can't Get Enough (Schizo Mix)" – 6:48
4. "Any Second Now (Altered)" – 5:42

Singel (USA)
1. "Just Can't Get Enough" – 3:41
2. "Tora! Tora! Tora!" – 4:23